# Emden (Altenhausen)
Emden és un nucli del municipi d'Altenhausen a la vall del Beber a l'estat de Saxònia-Anhalt. El 2008 tenia 370 habitants. Fins al 2010 era una municipi independent. El consistori va decidir una fusió voluntària i la nova entitat més llarga que va prendre el nom d'Altenhausen. És un poble rural, del qual la terra molt fèrtil va ser a l'origen d'unes grans masies molt riques.
El primer esment escrit Emmode data del 1022, però s'han trobat traces d'ocupació humana (túmuls, tombes, artefactes) molt més antigues. A l'edat mitjana era una propietat de l'Abadia de Hildesheim i del monestir de l'Orde del Cister d'Althaldensleben. Vers la fi del segle xv la nissaga dels Schulenburg va adquirir el feu i hi van tenir un latifundi al qual van viure fins a l'expropiació el setembre 1945. Sota el règim comunista durant el període de la República Democràtica Alemanya va ser transformat en residència d'ancians. Després de la reunificació d'Alemanya la mansió s'ha privatitzat.
Cada any, a l'agost al marge del Beber s'organitza el festival de música «Krach am Bach» (= fresa al riu) que té un públic supraregional.

## Llocs d'interès
- L'església de Sant Jordi
- Unes masies velles
- La mansió dels Schulenburg

## Persones
- Maties Joan von der Schulenburg (1661-1747):[1] senyor hereu d'Emden i mariscal de la República de Venècia[2] i altres persones de la nissaga dels Schulenburg[3]

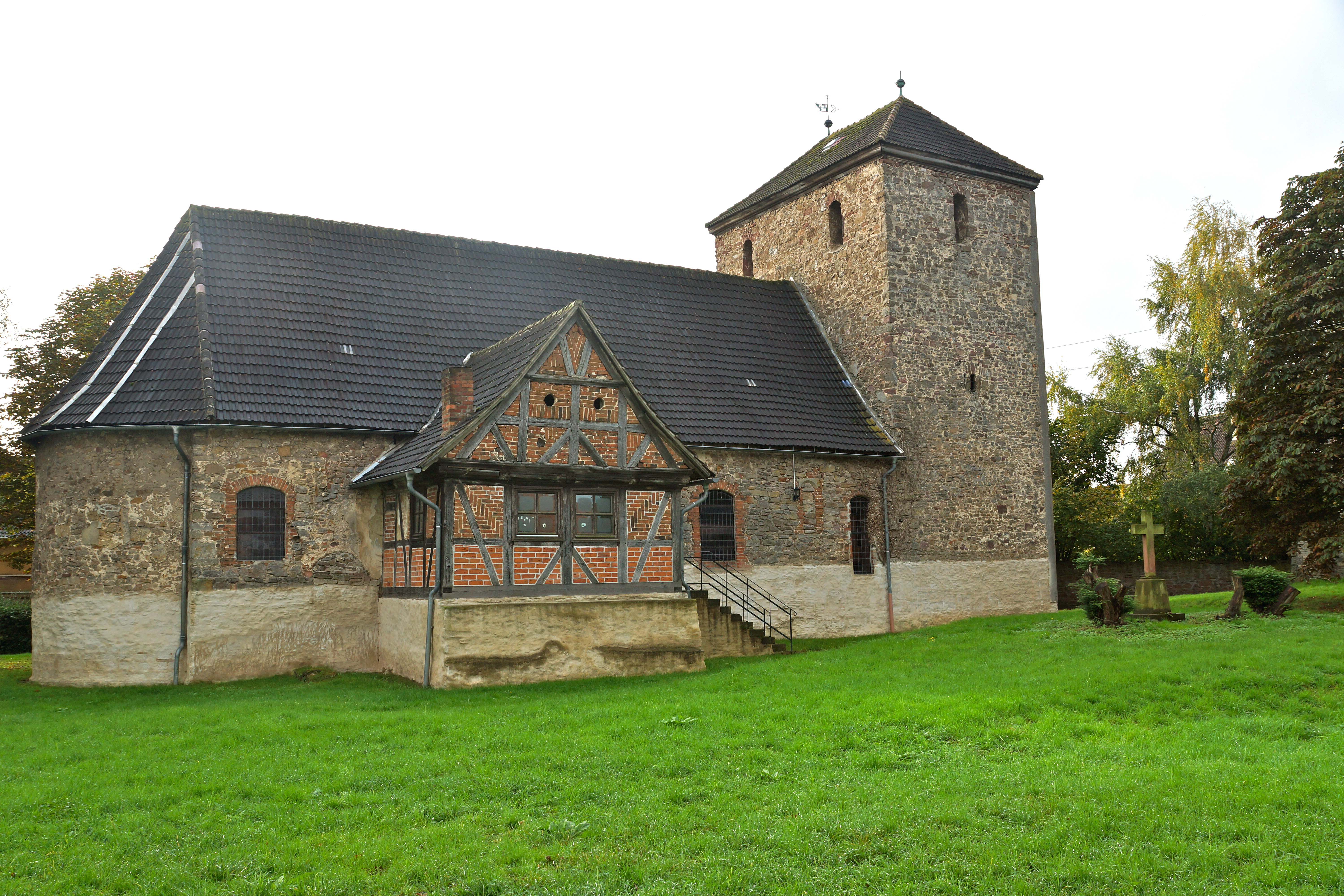
L'església de Sant Jordi amb el seu típic annex d'entramat de fusta
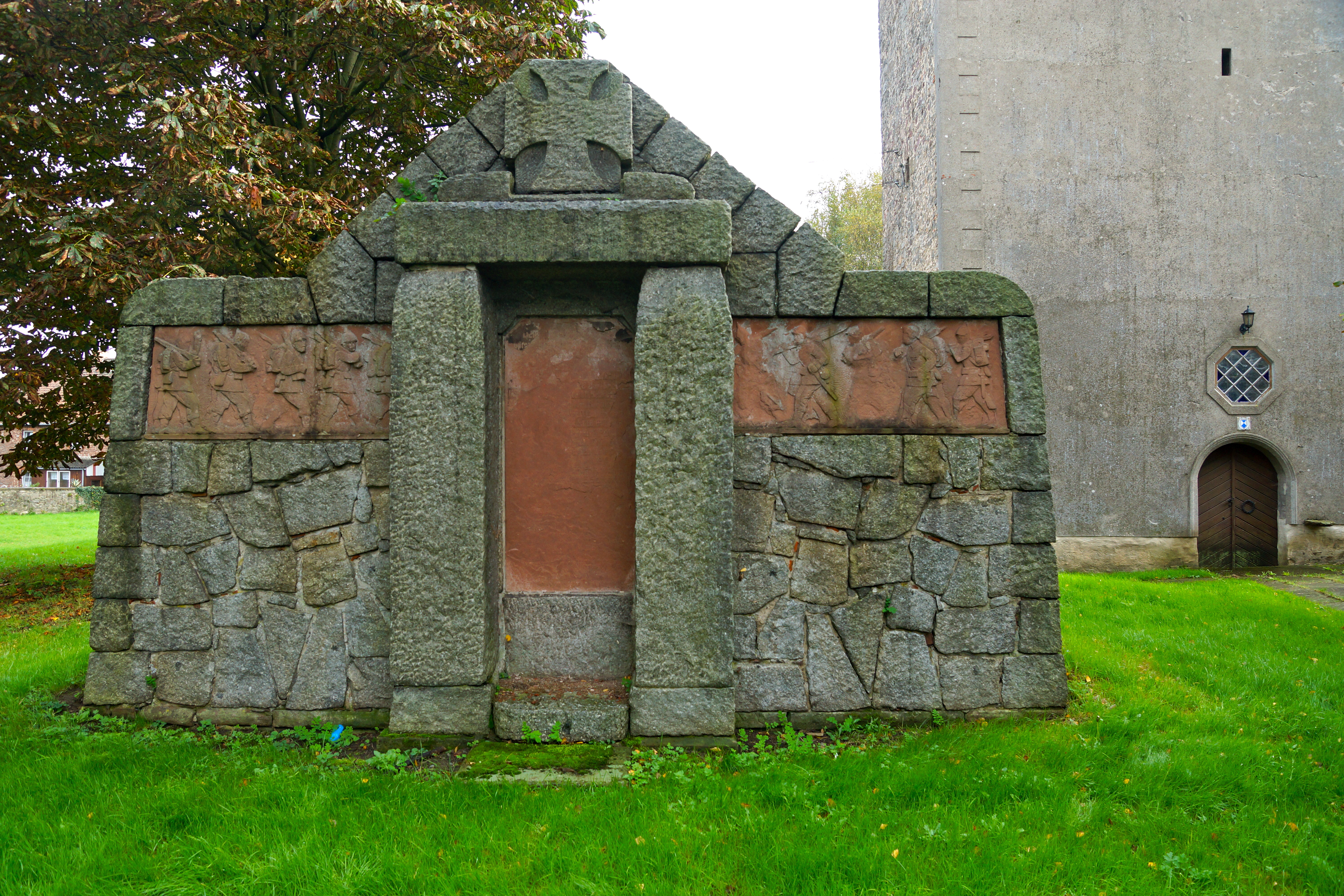
Monument als morts de la Primera Guerra Mundial
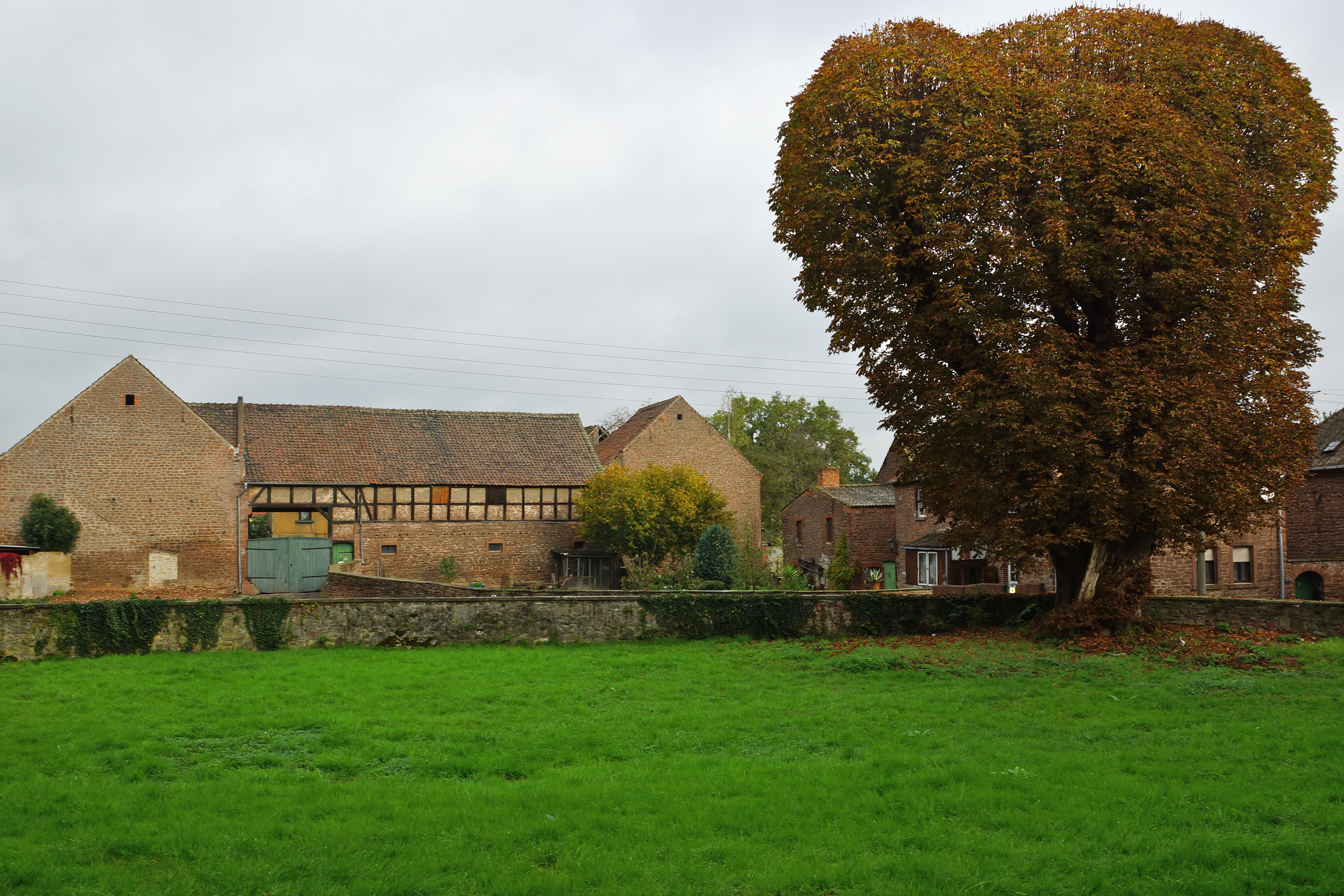
La masia Schöndubscher Hoff, vist des del cementiri
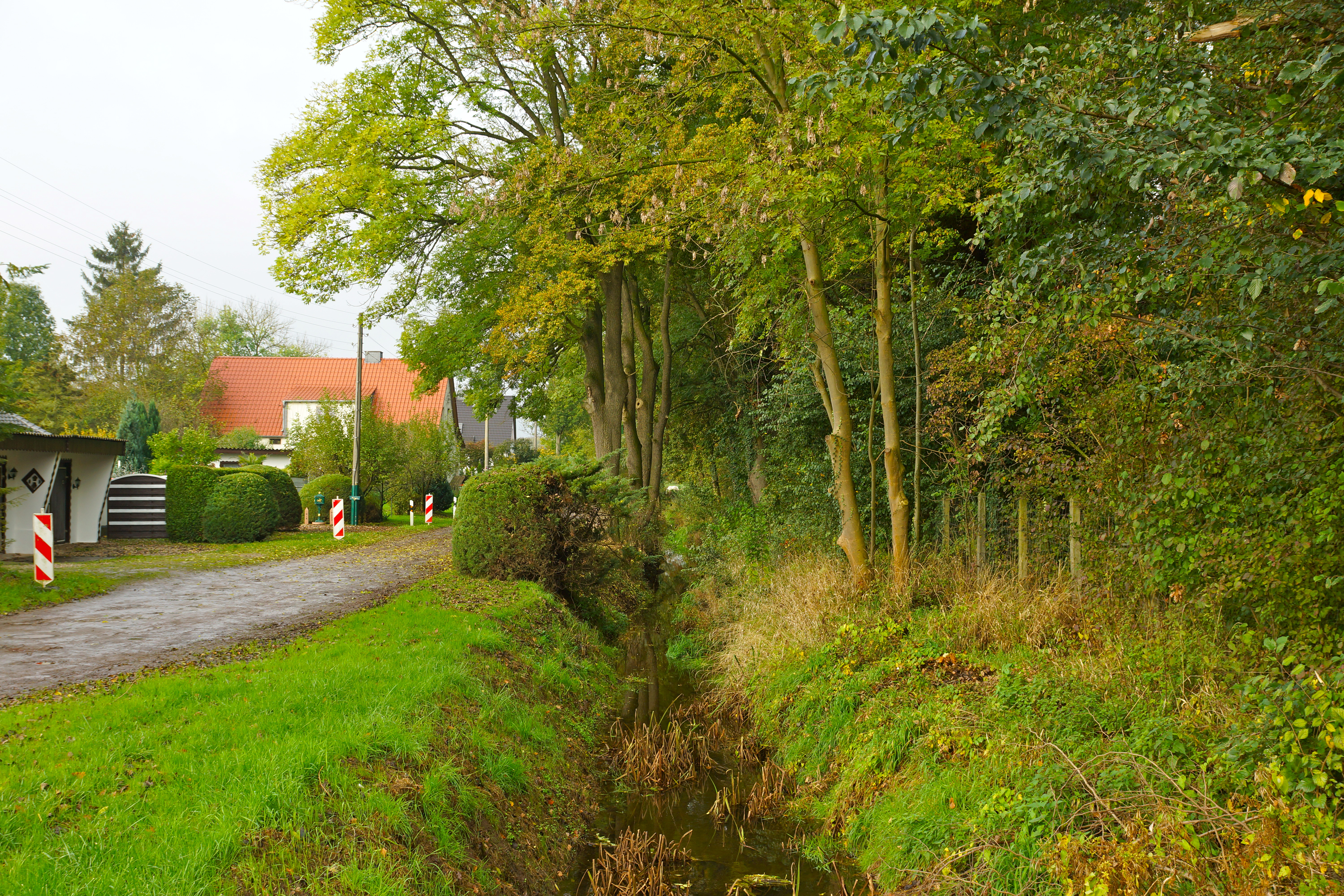
El Beber a l'entrada del poble